# Sobianowice
Sobianowice [pronunciación en polaco: /sɔbjanɔˈvit͡sɛ/] es un pueblo ubicado en el distrito administrativo de Gmina Wólka, dentro del Condado de Lublin, Voivodato de Lublin, en Polonia oriental. Se encuentra aproximadamente a 10 kilómetros al noreste de la capital regional Lublin.